# Kate Jobson
Kate Jobson (Varberg, 8 luglio 1937) è un'ex nuotatrice svedese.

## Carriera
Fortemente specializzata nello stile libero, si laureò campionessa continentale sulla distanza dei 100m ai campionati europei di Budapest 1958.

## Palmarès
- Europei

Budapest 1958: oro nei 100m stile libero e bronzo nella 4x100m stile libero.